# William Buchan
William Buchan (1729 – 1805) foi um físico escocês. Tornou-se conhecido pela publicação da obra Domestic Medicine, a qual teve vendas de mais de 80 mil cópias e foi traduzida para várias línguas europeias. Nela, Buchan argumenta contra banhos regulares, tomando a posição de que a transpiração humana seria um potente e natural inibidor de germes. Seus livros se tornaram populares nos lares da Inglaterra, Escócia, Nova Inglaterra e colônias dos EUA, no século XVIII. Embora esta primeira edição tenha sido originalmente publicada em Edimburgo, foi posteriormente reimpressa em Londres, em 1774; na Filadélfia, em 1800; em Hartford e Boston, em 1807; em Charleston, em 1828; entre outras regiões de língua inglesa. Buchan foi um dos responsáveis pela popularização do banho de mar na Europa.